# مارك تايلر (لاعب كرة قدم أمريكية)
مارك تايلر (بالإنجليزية: Marc Tyler)‏ هو لاعب كرة قدم أمريكية أمريكي، ولد في 27 سبتمبر 1988 في يوربا ليندا في الولايات المتحدة.